# Lijst van personen overleden in augustus 2023
Dit is een lijst van bekende personen die zijn overleden in augustus 2023.

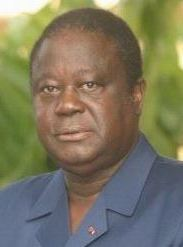
Henri Konan Bédié
1 augustus

Mark Margolis
3 augustus

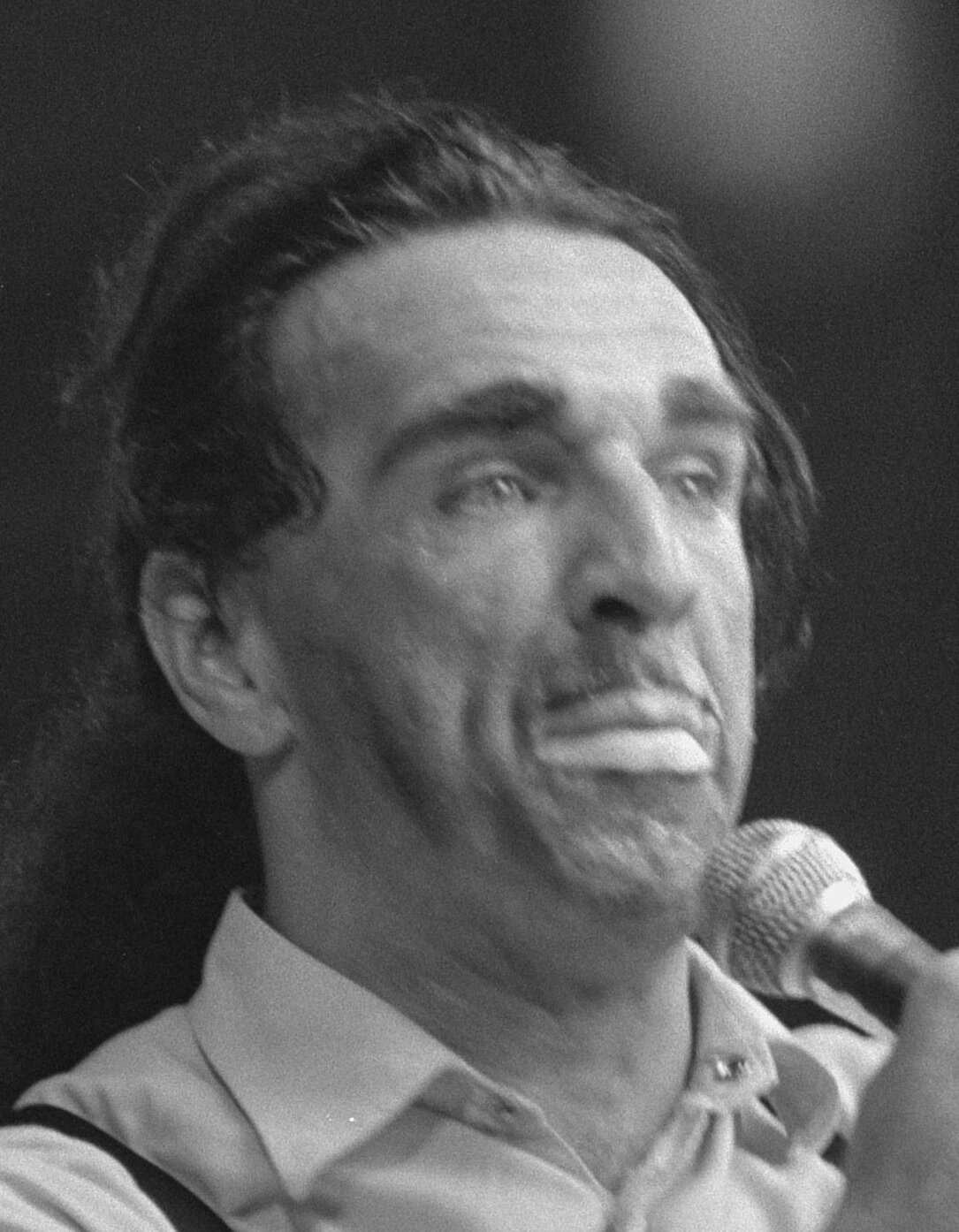
Jango Edwards
4 augustus

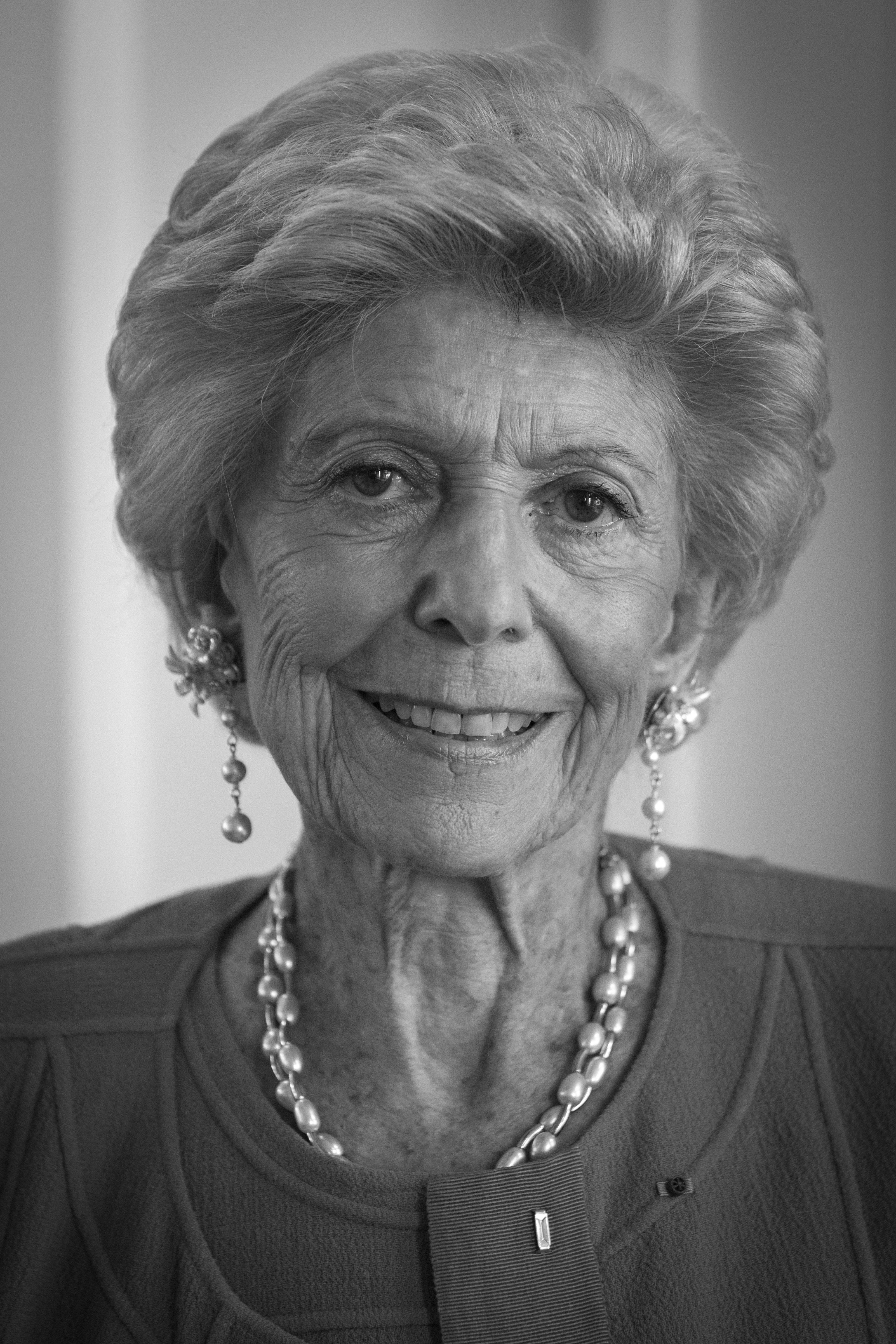
Hélène Carrère d'Encausse
5 augustus

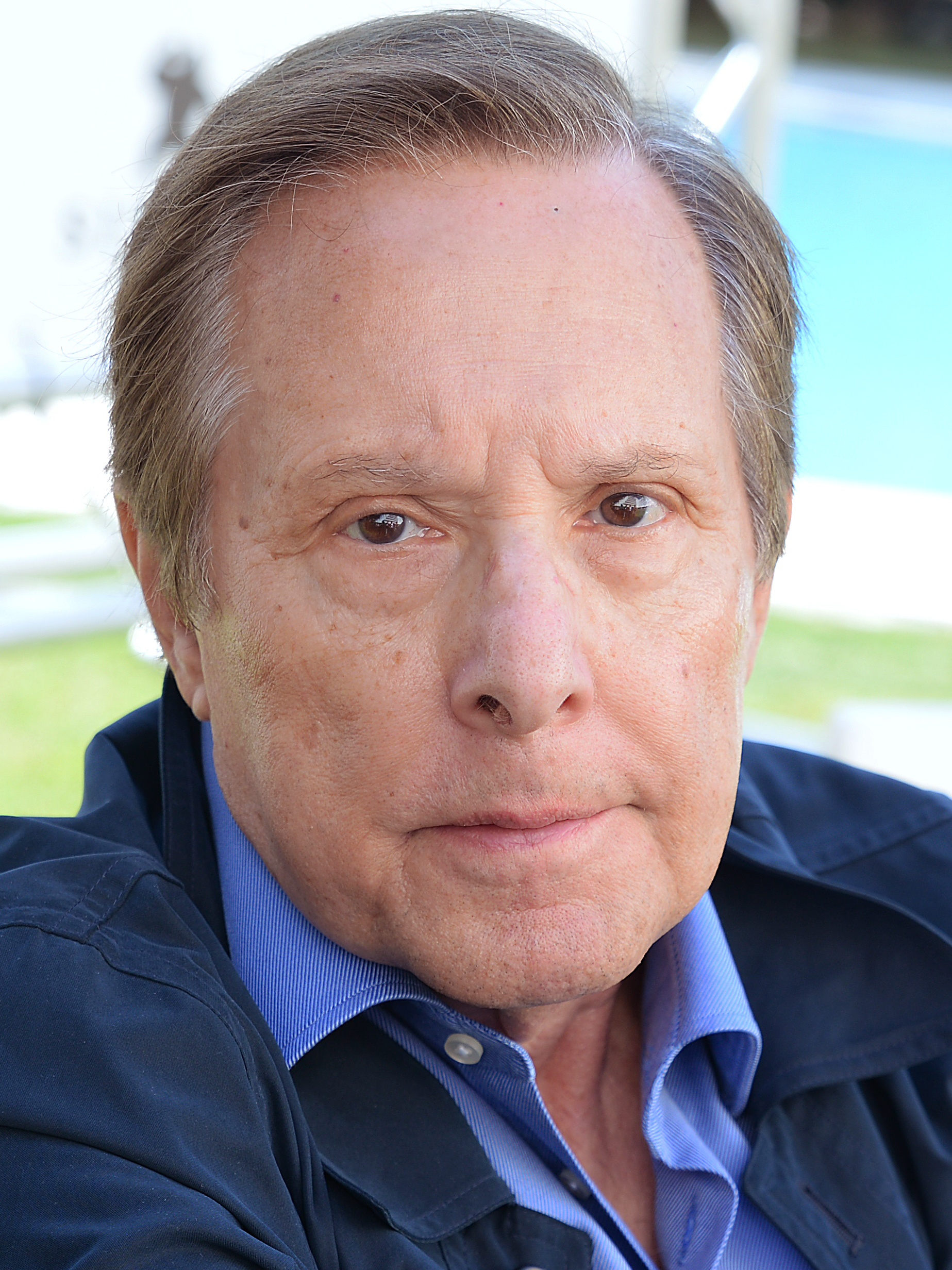
William Friedkin
7 augustus

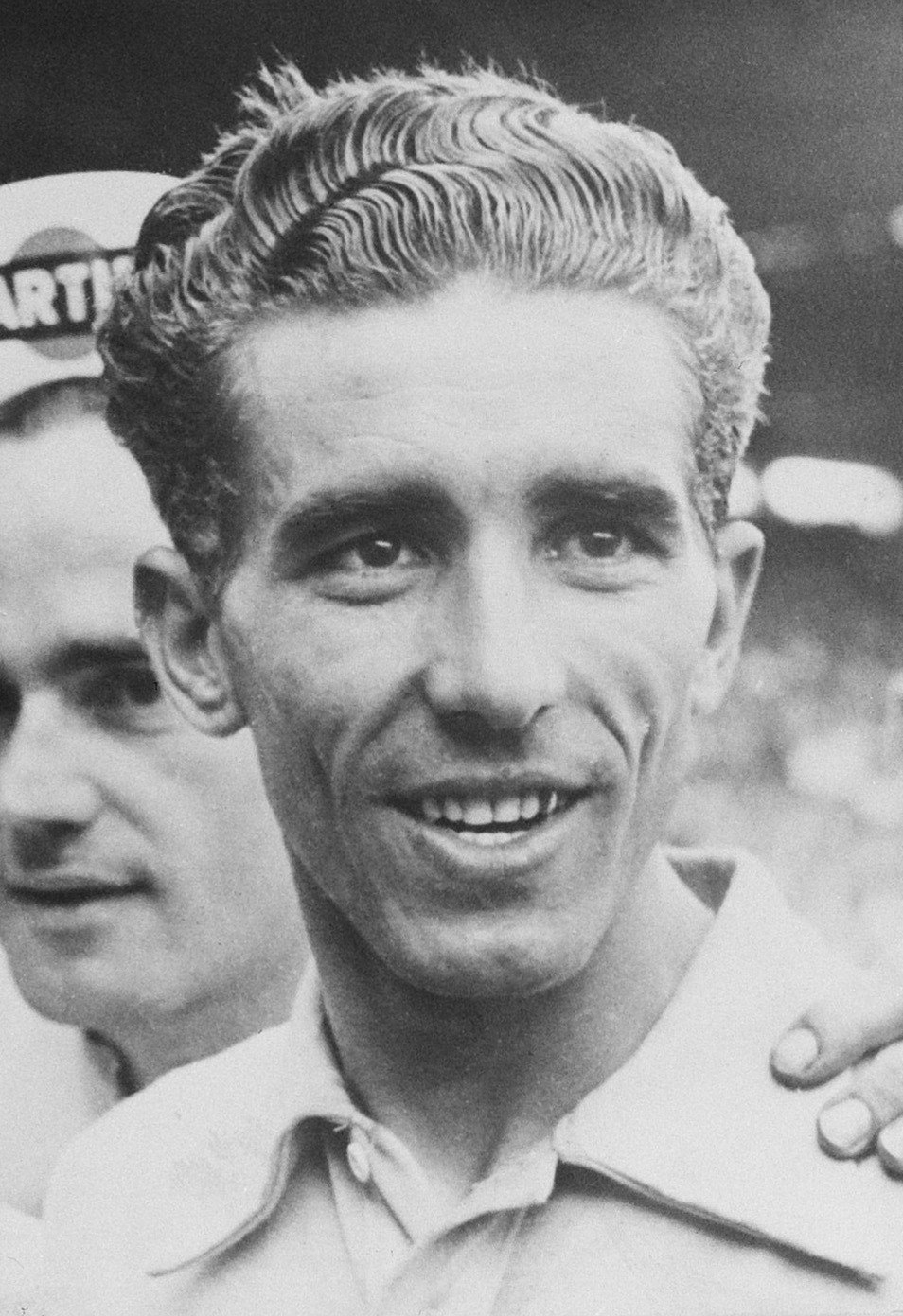
Federico Bahamontes
8 augustus

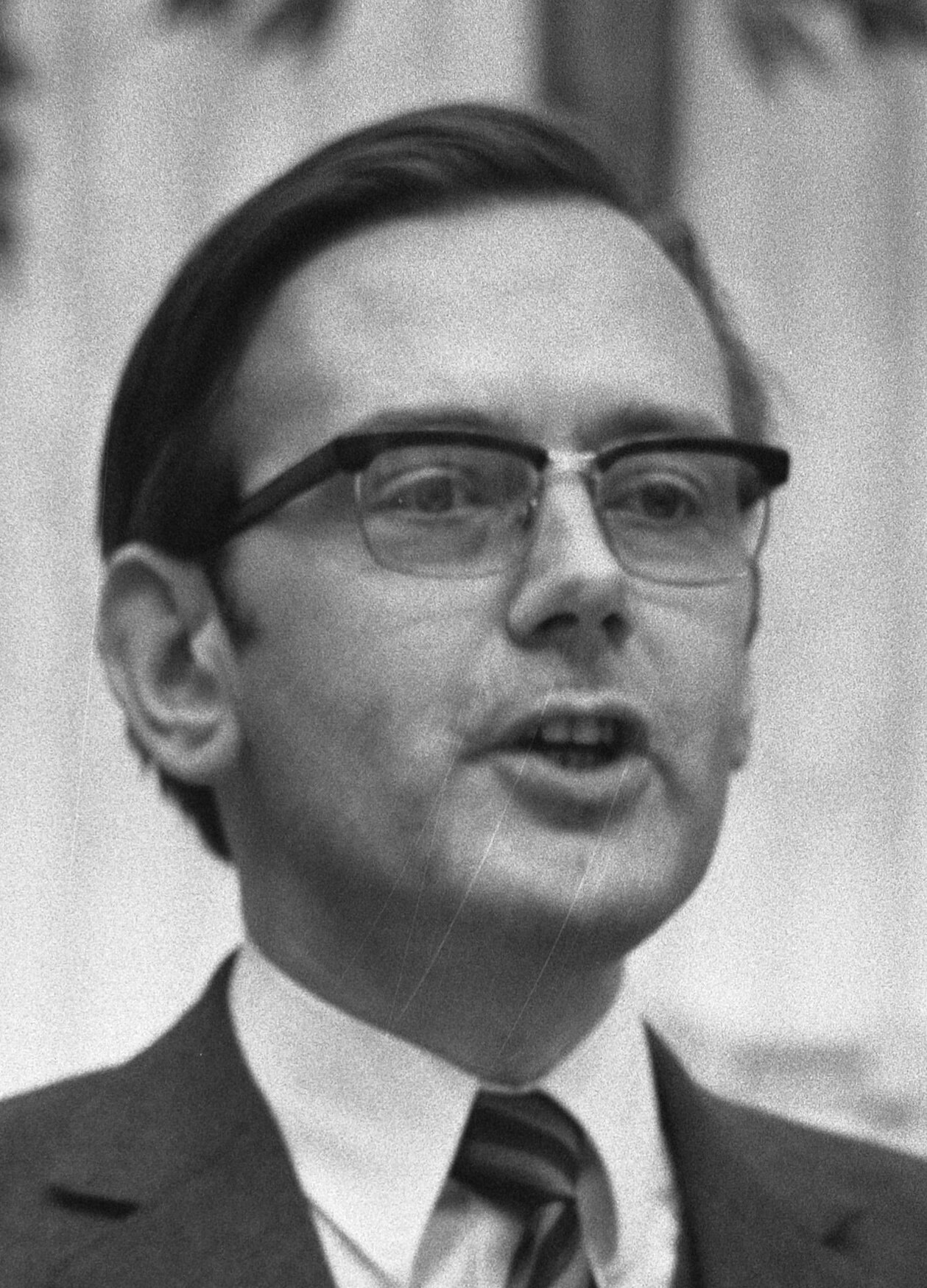
Harry Notenboom
9 augustus

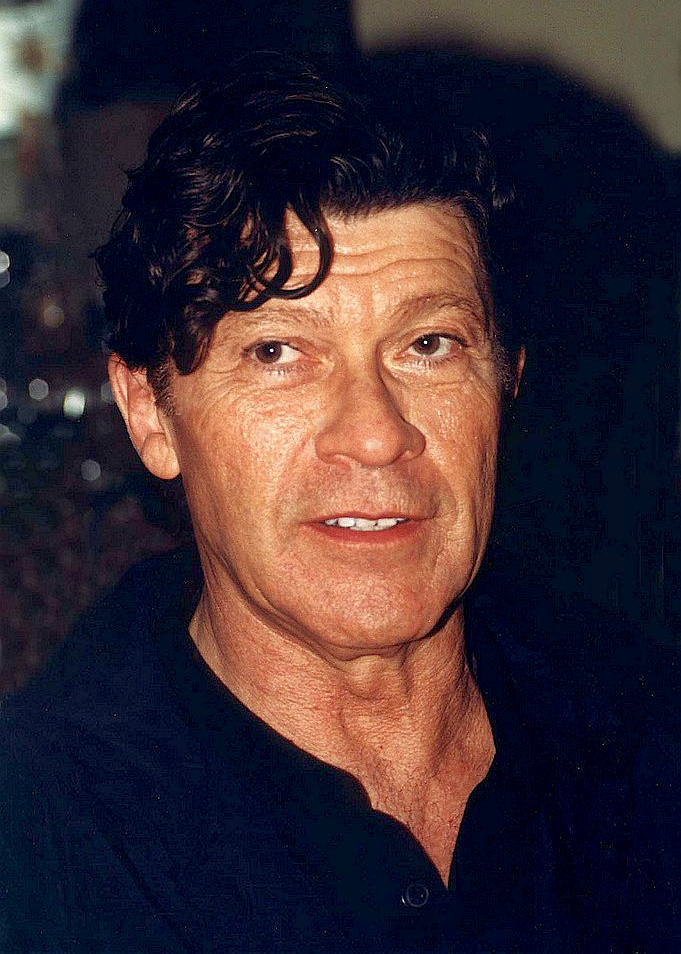
Robbie Robertson
9 augustus

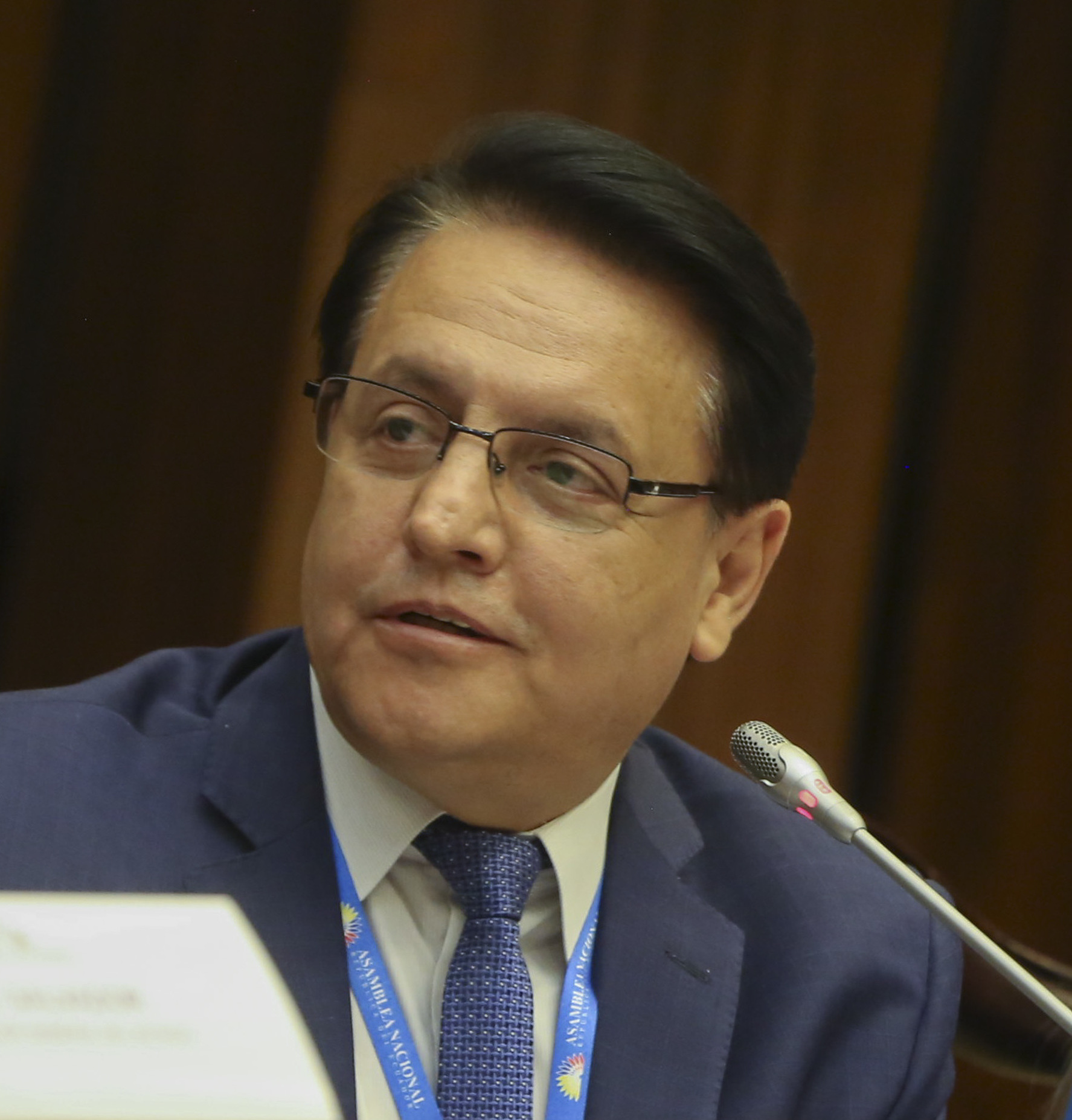
Fernando Villavicencio
9 augustus

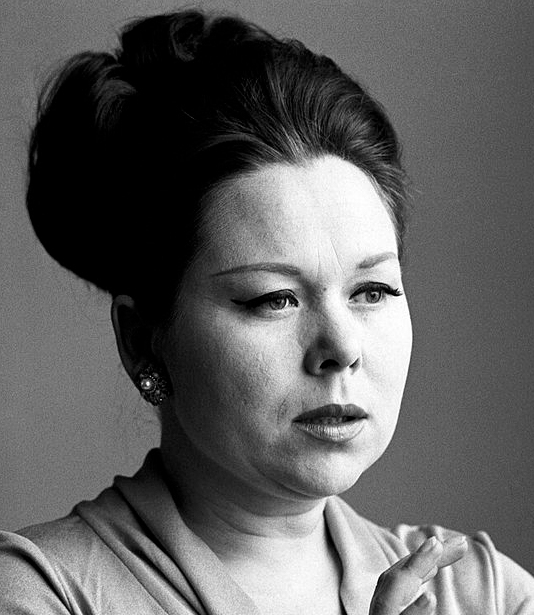
Renata Scotto
16 augustus

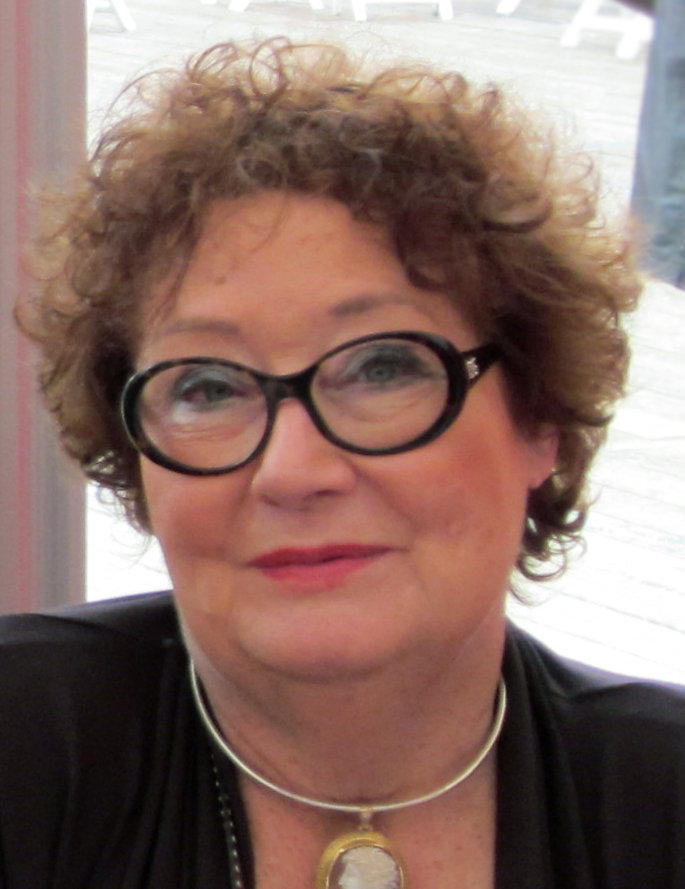
Tineke Beishuizen
19 augustus

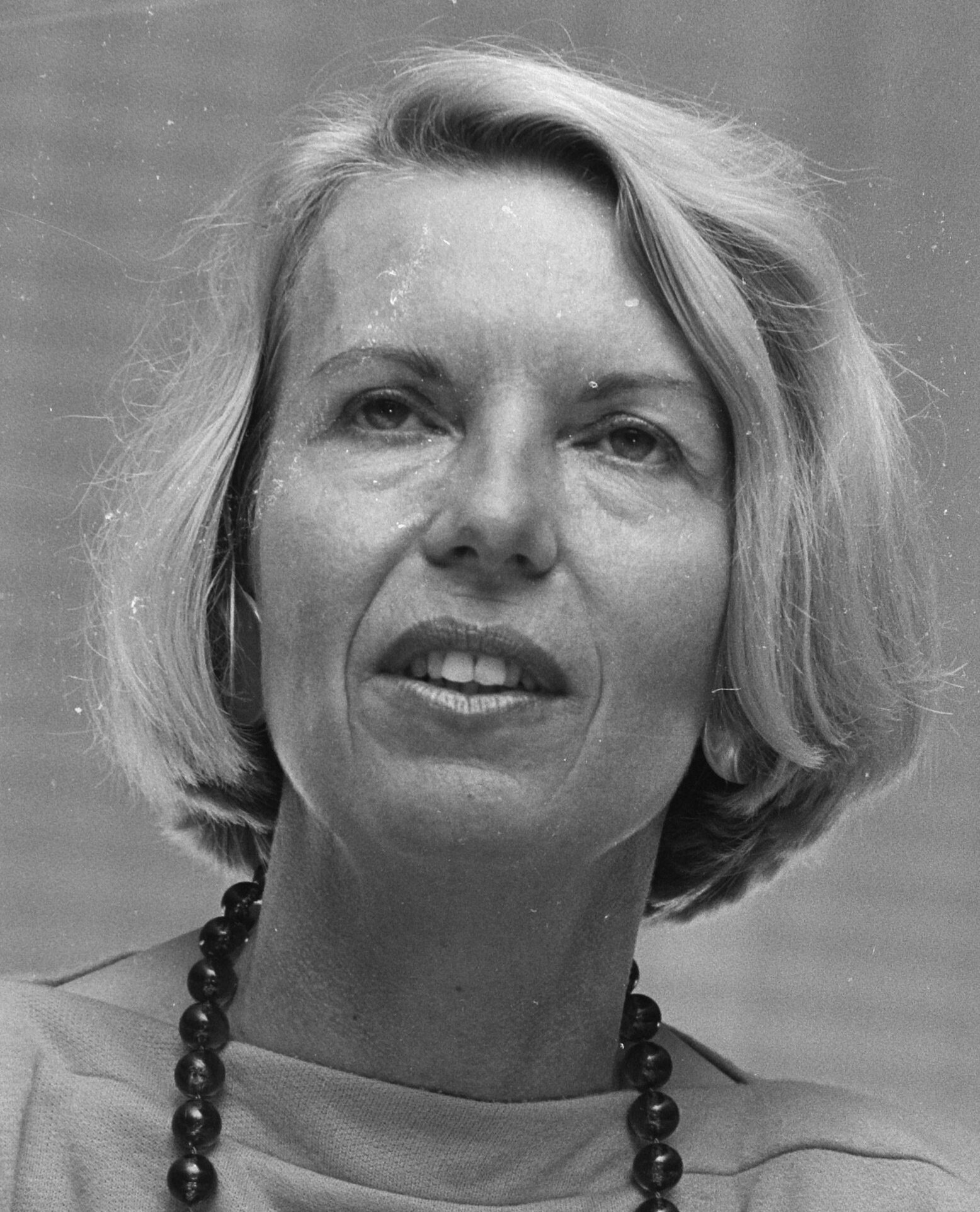
Mathilde van den Brink
22 augustus

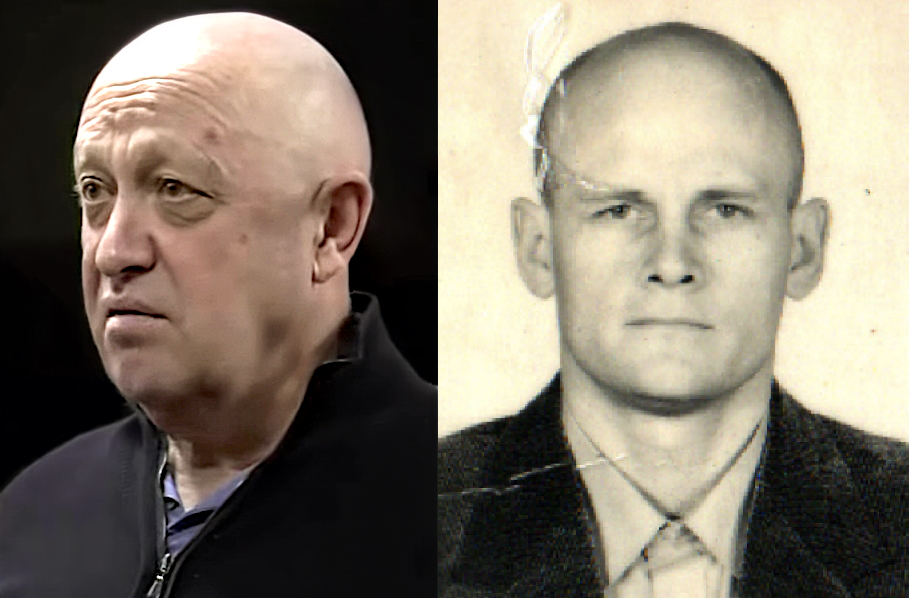
Jevgeni Prigozjin, Dmitri Oetkin (r.)
23 augustus

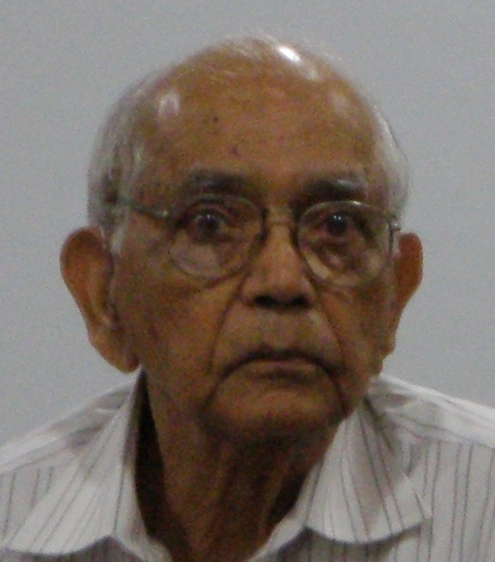
C.R. Rao
23 augustus

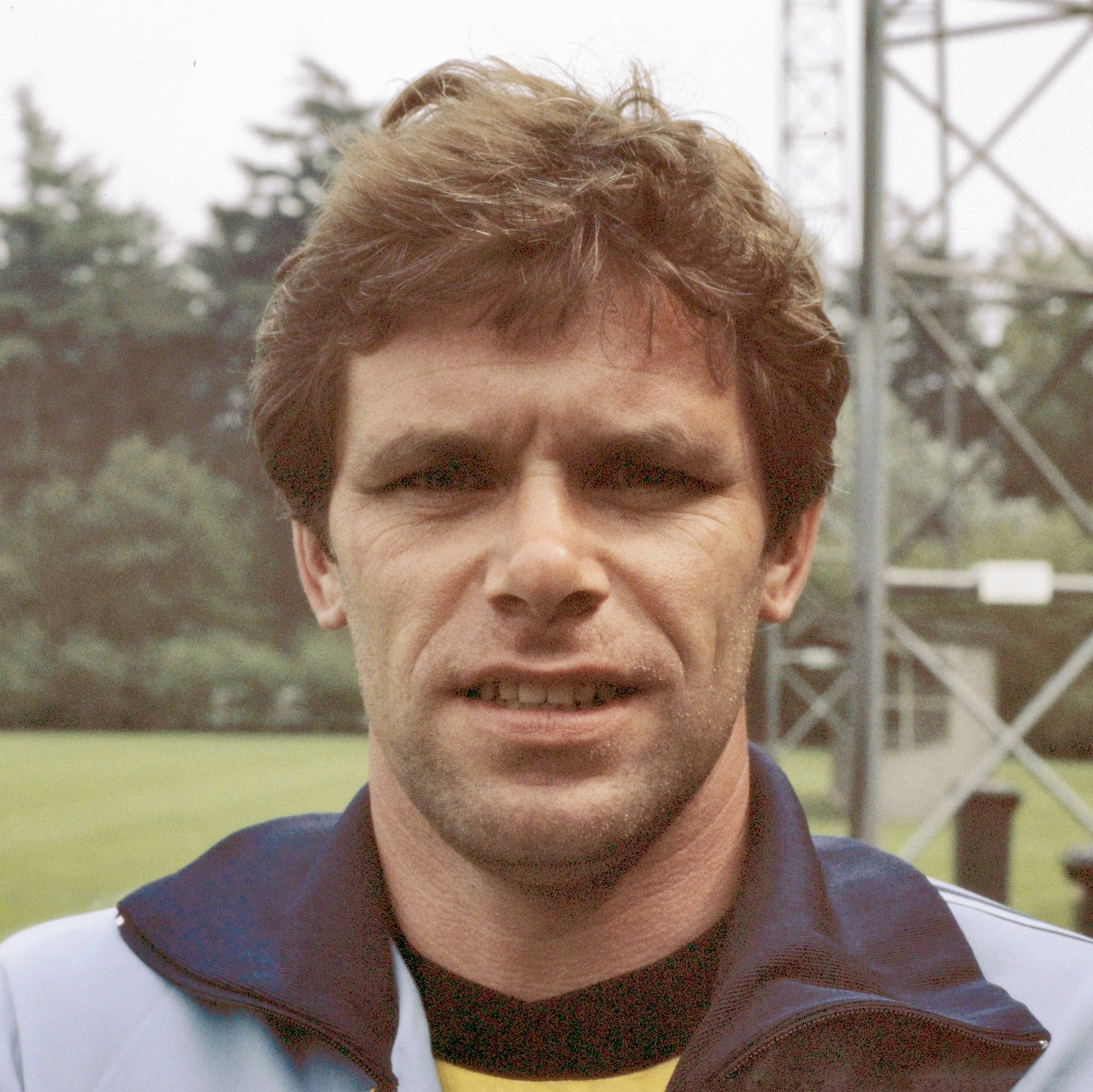
Jan Jongbloed
30 augustus

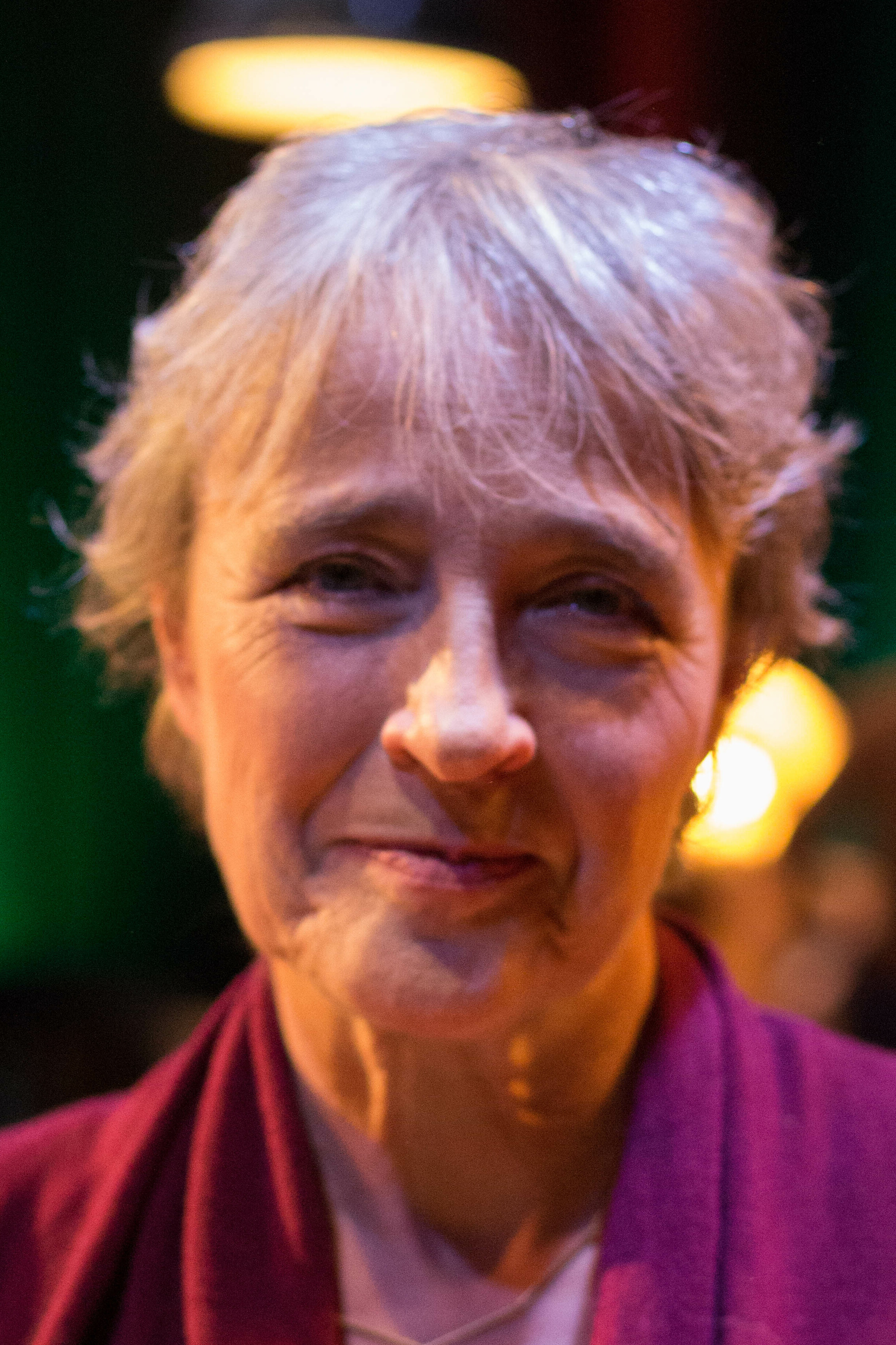
Clairy Polak
31 augustus

| 1 | 2 | 3 | 4 | 5 | 6 | 7 | 8 | 9 | 10 | 11 | 12 | 13 | 14 | 15 | 16 | 17 | 18 | 19 | 20 | 21 | 22 | 23 | 24 | 25 | 26 | 27 | 28 | 29 | 30 | 31 |
| - | - | - | - | - | - | - | - | - | -- | -- | -- | -- | -- | -- | -- | -- | -- | -- | -- | -- | -- | -- | -- | -- | -- | -- | -- | -- | -- | -- |

### 1 augustus
- Henri Konan Bédié (89), Ivoriaans politicus[1]
- Dom Minasi (80), Amerikaans jazzgitarist, -producent en -componist[2]
- Mariana Sîrbu (73-75), Roemeens violiste[3]

### 2 augustus
- Élisabeth de Chimay (97), Belgisch-Frans prinses en schrijfster[4]
- Ward Demuyt (88), Belgisch politicus[5]
- Laurence Deonna (85), Zwitsers schrijfster, fotograaf en journaliste[6]
- Winfried Haunerland (67), Duits priester, theoloog en literatuurwetenschapper[7]
- André Saheblal (96), Surinaams topambtenaar en jurist[8]

### 3 augustus
- Herman Euverink (84), Nederlands politicus[9]
- Mark Margolis (83), Amerikaans acteur[10]
- Bruno Mealli (85), Italiaans wielrenner[11]
- Bram Moolenaar (62), Nederlands computerprogrammeur[12]
- Gilles Perrault (Jacques Peyroles) (92), Frans schrijver en journalist[13]

### 4 augustus
- Boniface Alexandre (87), Haïtiaans politicus[14]
- Jango Edwards (73), Amerikaans clown en entertainer[15]
- John Gosling (75), Brits pianist[16]
- Tom Pintens (48), Belgisch zanger en muzikant[17]

### 5 augustus
- Hélène Carrère d'Encausse (94), Frans historica[18]
- Tristan Honsinger (73), Amerikaans cellist en componist[19]
- Arie J. Keijzer (91), Nederlands organist en componist[20]
- Folke Nauta (50), Nederlands pianist[21]
- Arthur Schmidt (86), Amerikaans filmeditor[22]

### 6 augustus
- Leo Elfers (77), Nederlands politicus[23]
- Roger Pirenne (88), Belgisch-Kameroens aartsbisschop[24]
- Ruud Vermaaten (87), Nederlands politicus[25]

### 7 augustus
- DJ Casper (Willie Perry jr.) (58), Amerikaans dj en songwriter[26]
- William Friedkin (87), Amerikaans filmregisseur[27]
- Patricia Lasoen (74), Belgisch dichteres[28]
- Mario Tronti (92), Italiaans filosoof en politicus[29]
- Tom Williams (60), Amerikaans jazzmuzikant en -componist[30]

### 8 augustus
- Federico Bahamontes (95), Spaans wielrenner[31]
- Joelija Borisova (98), Russisch film- en theateractrice[32]
- Johnny Hardwick (64), Amerikaans stemacteur[33]
- Richard Murphy (91), Amerikaans roeier[34][35]
- Jamie Reid (76), Brits grafisch ontwerper[36]
- Sixto Rodriguez (81), Amerikaans muzikant[37]

### 9 augustus
- Brice Marden (84), Amerikaans kunstenaar[38]
- Aleksandar Matanović (93), Servisch schaker[39]
- Harry Notenboom (96), Nederlands politicus[40]
- Robbie Robertson (80), Canadees zanger, songwriter en gitarist[41]
- Fernando Villavicencio (59), Ecuadoriaans journalist en politicus[42]

### 10 augustus
- Antonella Lualdi (92), Italiaans actrice en zangeres[43]
- Klaus Rost (83), Duits worstelaar[44]
- Aleksandr Viktorenko (76), Russisch ruimtevaarder[45]
- Stan Waterman (100), Amerikaans fotograaf en filmproducent[46]

### 11 augustus
- Jerome Hauer (71), Amerikaans anti-terreur- en biowapens-expert[47][48]
- Darren Kent (36), Brits acteur[49]
- Kenneth White (87), Brits dichter en schrijver[50]

### 12 augustus
- Aggie van der Meer (95), Nederlands Friestalig schrijfster en dichteres[51]
- Henk Tiesinga (74), Nederlands dijkgraaf en senator[52]

### 13 augustus
- Clarence Avant (92), Amerikaans muziekproducent[53]
- Patricia Bredin (88), Brits actrice en zangeres[54]
- Pete Magadini (81), Amerikaans drummer en auteur[55]
- Magoo (Melvin Barcliff) (50), Amerikaans rapper[56]
- Theo Meijer (76), Nederlands politicus[57]

### 14 augustus
- Bruno Albert (81), Belgisch architect[58]
- Pedro Briones (leeftijd onbekend), Ecuadoriaans politicus[59]
- Gérard Diffloth (84), Frans taalkundige[60]
- Boris Doebrovsky (83), Russisch roeier[61]

### 15 augustus
- Klaus Bugdahl (88), Duits baanwielrenner[62]
- Ursula Cantieni (75), Duits-Zwitsers actrice[63]
- Chip Dox (80), Amerikaans production designer en artdirector[64]

### 16 augustus
- Howard Becker (95), Amerikaans socioloog[65]
- Dirk Gudde (56), Nederlands politicus en kerkbestuurder[66]
- Michael Parkinson (88), Brits televisiepresentator, journalist en auteur[67]
- Renata Scotto (89), Italiaans operazangeres[68]

### 17 augustus
- Karol Bobko (85), Amerikaans ruimtevaarder[69]
- John Devitt (86), Australisch zwemmer[70]
- Bobby Eli (77), Amerikaans muzikant, arrangeur, componist en platenproducent[71]
- Rose Gregorio (97), Amerikaans actrice[72]
- Gary Young (70), Amerikaans muzikant en muziekproducent[73]

### 18 augustus
- Paul Bontenbal (86), Nederlands architect[74]
- Ernest Henau (86), Belgisch pastoraaltheoloog[75]
- Ray Hildebrand (82), Amerikaans muzikant[76]
- Ans Schilders (78), Nederlands actrice, toneel-en tekstschrijfster, cabaretière en regisseuse[77]

### 19 augustus
- Tineke Beishuizen (84), Nederlands columniste en schrijfster[78]
- Gloria Coates (89), Amerikaans-Duits componiste[79]
- Ron Cephas Jones (66), Amerikaans acteur[80]
- John Warnock (82), Amerikaans techondernemer[81]

### 20 augustus
- Isabel Crook (107), Canadees-Brits antropologe[82]
- Jan de Leeuw (91), Nederlands politicus[83]
- Luc Smets (76), Belgisch zanger en componist[84]
- Monica Van Kerrebroeck (84), Belgisch politica[85]

### 21 augustus
- Sergej Babkov (56), Russisch basketbalspeler[86]
- Denis LePage (74), Canadees zanger[87]

### 22 augustus
- Mathilde van den Brink (82), Nederlands politica[88]
- Chrisje Comvalius (75), Nederlands actrice[89]
- Tom Courtney (90), Amerikaans atleet[90]
- Toto Cutugno (80), Italiaans zanger[91]
- Jo Hermans (85), Nederlands natuurkundige[92]
- Martin Laciga (48), Zwitsers beachvolleyballer[93]
- Bobby Noble (77), Brits voetballer[94]
- Alexandra Paul (32), Canadees kunstschaatsster[95]
- Vaccine (Christine Clements) (43), Amerikaans muziekproducer en muzikant[96]

### 23 augustus
- Terry Funk (79), Amerikaans acteur en professioneel worstelaar[97]
- Dmitri Oetkin (53), Russisch militair[98]
- Hersha Parady (78), Amerikaans actrice[99]
- Jevgeni Prigozjin (62), Russisch oligarch[98]
- C.R. Rao (102), Indiaas-Amerikaans wiskundige en statisticus[100]

### 24 augustus
- Bernie Marsden (72), Brits gitarist[101]
- Rina Pia (88), Belgisch zangeres[102]
- Bray Wyatt (Windham Rotunda) (36), Amerikaans professioneel worstelaar[103]
- Arleen Sorkin (67), Amerikaans actrice[104]
- Pascal Vanderveeren (77), Belgisch advocaat[105]

### 25 augustus
- Walt Curtis (82), Amerikaans dichter en romanschrijver[106]
- Tijl De Decker (22), Belgisch wielrenner[107]
- Rob Fruithof (71), Nederlands acteur en televisiepresentator[108]
- Hans Kamps (70), Nederlands ondernemer, bestuurder en publicist[109]
- Andrij Pilsjtsjykov (30), Oekraïens gevechtspiloot[110]

### 26 augustus
- Geraldo Majella Agnelo (89), Braziliaans kardinaal[111]
- Bob Barker (99), Amerikaans televisiepresentator[112]
- Bosse Broberg (85), Zweeds jazztrompettist[113]
- Gleb Panfilov (89), Russisch filmregisseur[114]
- Kay Winkler (67), Duits beeldhouwer[115]

### 27 augustus
- Joe the Plumber (Samuel Joseph Wurzelbacher) (49), Amerikaans loodgieter[116]

### 28 augustus
- Roger Van Hool (82), Belgisch acteur[117]

### 29 augustus
- Waldemar Victorino (71), Uruguayaans voetballer[118]
- Karst Woudstra (76), Nederlands regisseur en toneelschrijver[119]

### 30 augustus
- Mohamed Al-Fayed (94), Egyptisch zakenman en miljardair[120]
- Nadine Forster (92), Belgisch kunstschilderes[121]
- Jan Jongbloed (82), Nederlands voetballer[122]
- Rob Kruisman (76), Nederlands bandleider, zanger en multi-instrumentalist[123]
- Els van Odijk (70), Nederlands kunsthistorica en bestuurder[124]
- Jack Sonni (68), Amerikaans gitarist[125]

### 31 augustus
- Silvina Luna (43), Argentijns model en actrice[126]
- Leo Mock (55), Nederlands rabbijn en hoogleraar[127]
- Clairy Polak (67), Nederlands journaliste en presentatrice[128]
- Anatoli Sass (87), Russisch roeier[129]

### Datum onbekend
- Ruby Lake-Richards (101), Antiguaans arts en universitair docent[130]
- Theo van Tol (66), Nederlands accordeonist[131]

januari ·
februari ·
maart ·
april ·
mei ·
juni ·
juli ·
augustus ·
september ·
oktober ·
november ·
december
1900 ·
1901 ·
1902 ·
1903 ·
1904 ·
1905 ·
1906 ·
1907 ·
1908 ·
1909 ·
1910 ·
1911 ·
1912 ·
1913 ·
1914 ·
1915 ·
1916 ·
1917 ·
1918 ·
1919 ·
1920 ·
1921 ·
1922 ·
1923 ·
1924 ·
1925 ·
1926 ·
1927 ·
1928 ·
1929 ·
1930 ·
1931 ·
1932 ·
1933 ·
1934 ·
1935 ·
1936 ·
1937 ·
1938 ·
1939 ·
1940 ·
1941 ·
1942 ·
1943 ·
1944 ·
1945 ·
1946 ·
1947 ·
1948 ·
1949 ·
1950 ·
1951 ·
1952 ·
1953 ·
1954 ·
1955 ·
1956 ·
1957 ·
1958 ·
1959 ·
1960 ·
1961 ·
1962 ·
1963 ·
1964 ·
1965 ·
1966 ·
1967 ·
1968 ·
1969 ·
1970 ·
1971 ·
1972 ·
1973 ·
1974 ·
1975 ·
1976 ·
1977 ·
1978 ·
1979 ·
1980 ·
1981 ·
1982 ·
1983 ·
1984 ·
1985 ·
1986 ·
1987 ·
1988 ·
1989 ·
1990 ·
1991 ·
1992 ·
1993 ·
1994 ·
1995 ·
1996 ·
1997 ·
1998 ·
1999 ·
2000 ·
2001 ·
2002 ·
2003 ·
2004 ·
2005 ·
2006 ·
2007 ·
2008 ·
2009 ·
2010 ·
2011 ·
2012 ·
2013 ·
2014 ·
2015 ·
2016 ·
2017 ·
2018 ·
2019 ·
2020 ·
2021 ·
2022 ·
2023 ·
2024 ·
2025